# Thierbach (Pausa-Mühltroff)
Thierbach ist ein Ortsteil der Stadt Pausa-Mühltroff im Vogtlandkreis in Sachsen. Er wurde am 1. Januar 1994 nach Pausa/Vogtl. eingemeindet, mit dem er seit dem 1. Januar 2013 zur Stadt Pausa-Mühltroff gehört. Zwischen 1952 und 1992 gehörte Thierbach zum Kreis Schleiz im Bezirk Gera bzw. ab 1990 im Freistaat Thüringen. Durch einen Staatsvertrag kam er zusammen mit weiteren Nachbarorten am 1. April 1992 zum sächsischen Landkreis Plauen.

## Geographie

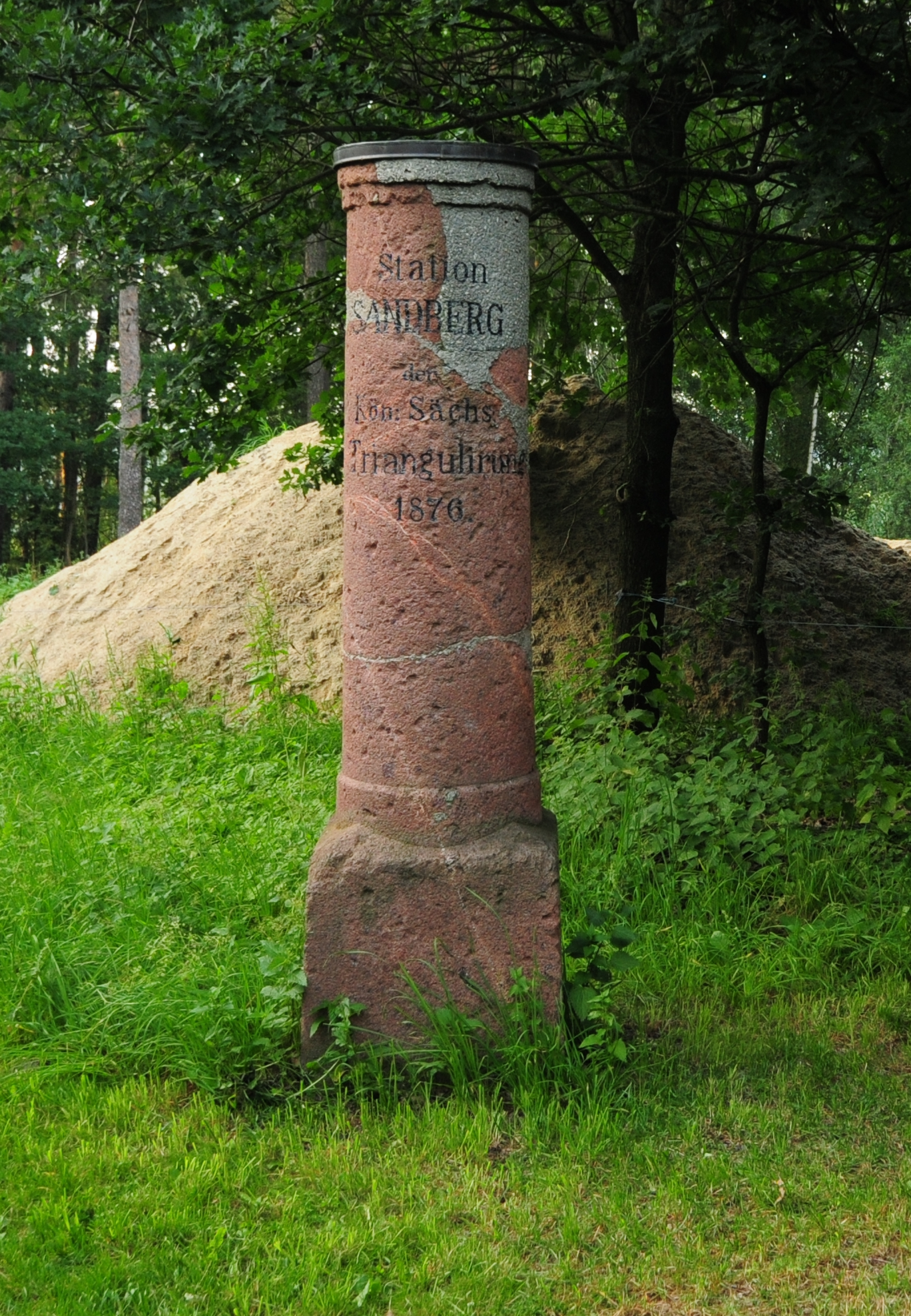
Triangulationssäule der Station Sandberg

### Geographische Lage und Verkehr
Das Straßenangerdorf Thierbach liegt westlich von Pausa/Vogtl. im äußersten Nordwesten des Vogtlandkreises und im sächsischen Teil des historischen Vogtlands. Im Norden und im Westen grenzt der Ort an das thüringische Vogtland. Die Flur von Thierbach liegt in einem typischen kupierten Gebiet des Südostthüringer Schiefergebirges (Naturraum Vogtland). Höchster Punkt ist der 546 m ü. NN hohe Sandberg. Thierbach liegt auf einer Wasserscheide. Die Bäche westlich und südlich des Orts fließen zur Wisenta, einem Zufluss der Saale, die Bäche nördlich und östlich des Orts entwässern in die Weida, einem Zufluss der Weißen Elster.
Der Ort ist mit der vertakteten RufBus-Linie 43 des Verkehrsverbunds Vogtland an Pausa angebunden. Dort besteht Anschluss zur TaktBus-Linie 42 nach Plauen.
Die Kreisstraße 7876 erschließt das Dorf verkehrsmäßig.

### Nachbarorte
Thierbach grenzt an vier weitere Ortsteile der Stadt Pausa-Mühltroff und zwei Ortsteile der Stadt Schleiz im thüringischen Saale-Orla-Kreis.
| Dröswein (Thüringen)   |                                             | Wallengrün     |
| Langenbuch (Thüringen) | Kompassrose, die auf Nachbargemeinden zeigt | Unterreichenau |
|                        | Mühltroff                                   | Linda          |

## Geschichte

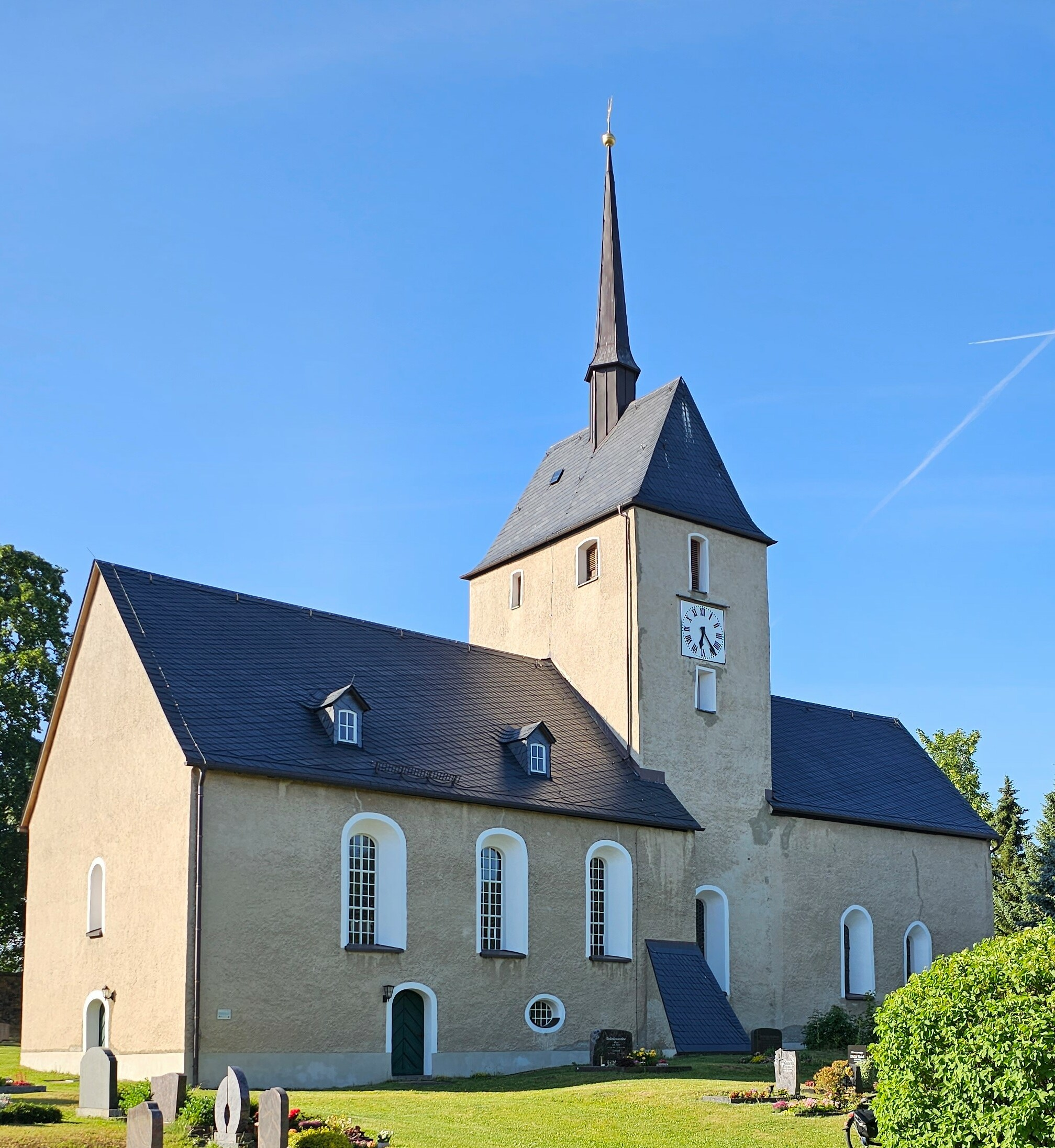
Wehrkirche Thierbach

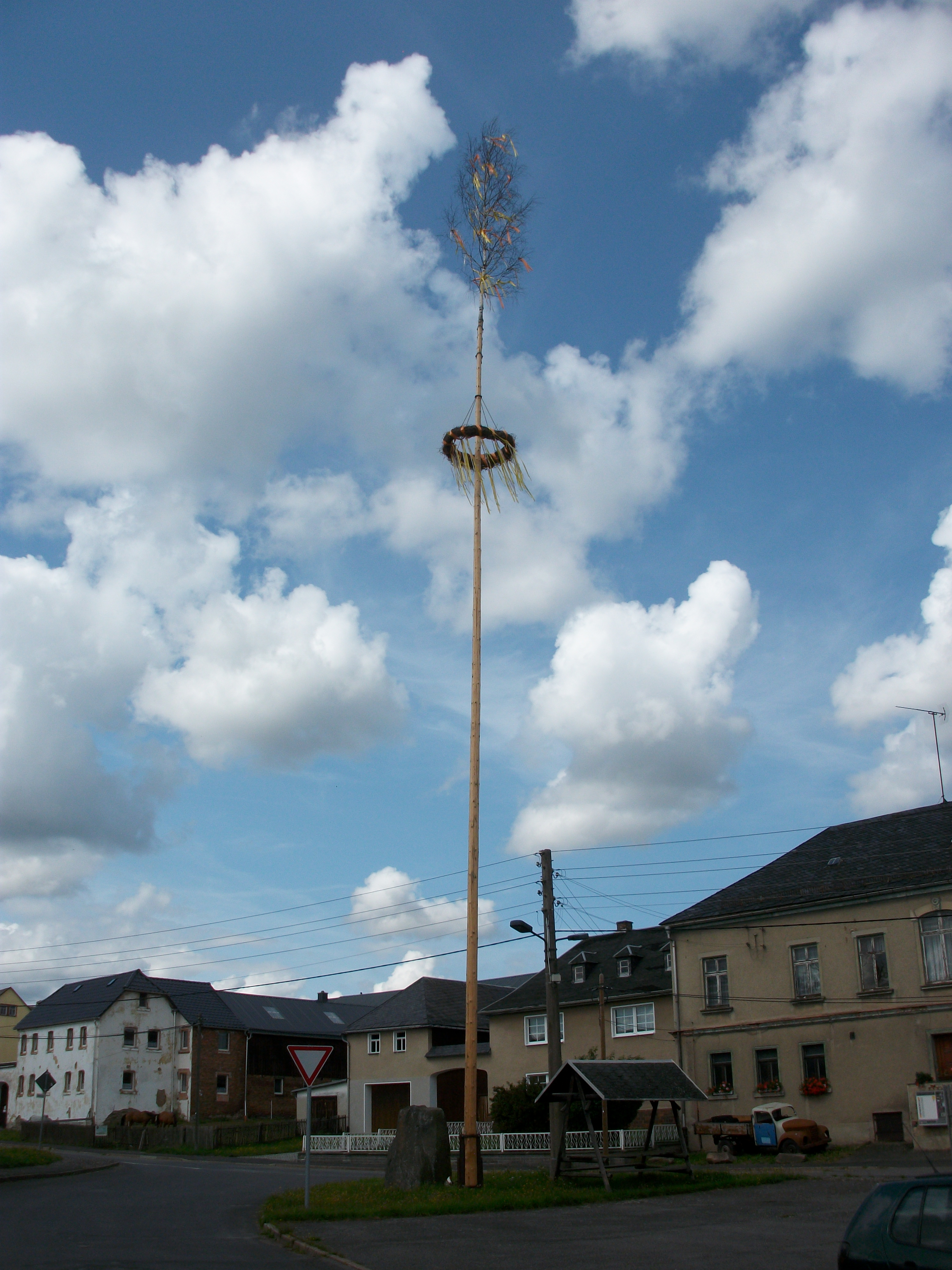
Maibaum Thierbach (Pausa-Mühltroff)

Bereits 1302 wurde der Ort einschließlich der Wehrkirche mit dem Vermerk Her[manus] plebanus de Tirbach urkundlich genannt. 1378 hat man es Tyrbach (RDMM 125) geschrieben und ab 1875 hieß es Thierbach bei Pausa. Eine Verwechslung zu Thierbach in Thüringen war dadurch kaum möglich. Thierbach gehörte bis ins 19. Jahrhundert zur Grundherrschaft des Ritterguts Mühltroff. Als Teil der Herrschaft Mühltroff gehörte Thierbach bis 1856 zum kursächsischen bzw. königlich-sächsischen Amt Plauen. Im Jahr 1856 wurde der Ort dem Gerichtsamt Pausa und 1875 der Amtshauptmannschaft Plauen angegliedert. 1551 lebten im sich entwickelnden Dorf 66 Leute, 1834 wurde mit 399 Personen die höchste Einwohnerzahl erreicht. 1964 waren 349 Bürger registriert.
In der Endphase des Zweiten Weltkriegs, am 16. April 1945, wurden größere Teile des Dorfes einschließlich der Kirche bei Kämpfen zwischen einer sich zurückziehenden Waffen-SS-Einheit und nachstoßenden US-amerikanischen Truppen zerstört. Der Wiederaufbau dauerte bis in die 1950er Jahre. Durch die zweite Kreisreform in der DDR wurde das bisher sächsische Dorf Thierbach gemeinsam mit seinen Nachbarorten Mühltroff,  Langenbach, Langenbuch und Dröswein im Jahr 1952 dem Kreis Schleiz im Bezirk Gera angegliedert, welcher ab 1990 als thüringischer Landkreis Schleiz fortgeführt wurde.
Auf Grundlage des Staatsvertrages zwischen Thüringen und Sachsen wechselten Mühltroff, Langenbach und Thierbach gemeinsam mit den Orten Ebersgrün, Pausa/Vogtl., Ranspach und Unterreichenau (bisher Kreis Zeulenroda) am 1. April 1992 zum sächsischen Landkreis Plauen, während Langenbuch und Dröswein beim thüringischen Landkreis Schleiz verblieben. Aufgrund dieser historischen Begebenheit ist Thierbach einer der wenigen sächsischen Orte, die zum „thüringischen“ Postleitzahlengebiet "07" gehören. Die Kirchgemeinde Thierbach gehört als Teil der Ev.-Luth. Kirchgemeinde Thierbach-Ranspach-Langenbuch zum Kirchenbezirk Vogtland der Evangelisch-Lutherischen Landeskirche Sachsens.
Die Eingemeindung von Thierbach nach Pausa/Vogtl. erfolgte am 1. Januar 1994. Am 10. Januar 2000 wurde eine Verwaltungsgemeinschaft zwischen der Stadt Mühltroff und der Stadt Pausa/Vogtl. mit dem Namen Verwaltungsgemeinschaft Pausa gebildet. Zum 1. Januar 2013 wurde die Verwaltungsgemeinschaft aufgelöst und die Stadt Mühltroff mit seinen beiden Ortsteilen in die Stadt Pausa eingegliedert. Die Einheitsgemeinde, zu der Thierbach als Ortsteil gehört, trägt den Namen Pausa-Mühltroff.

## Sehenswürdigkeiten
- Im Ort gibt es eine evangelische Pfarrkirche, die als Wehrkirche erbaut wurde und die von der Kirchgemeinde geführt wird. Chor und Querriegel stammen aus dem 14. Jahrhundert. Die Orgel wurde von Hermann Eule Orgelbau Bautzen 1959 in ein Gehäuse von Johann Ernst Hähnel aus dem Jahr 1743 gebaut und 1991 überholt.[9]

Das Areal mit dem Friedhof wird von einer Bruchsteinmauer umfasst.
- Auf dem Sandberg befindet sich die Triangulationssäule II. Ordnung Nr. 155 der Königlich-Sächsischen Triangulierung (Landvermessung) von 1876. Sie wurde in den 1990er Jahren wieder an ihrem Platz aufgestellt.